# Sali Nivica
Sali Nivica właśc. Sali Asllani (ur. 15 maja 1890 w Rexhin k. Kurvelesh, zm. 10 stycznia 1920 w Szkodrze) – albański publicysta, nauczyciel i działacz niepodległościowy.

## Życiorys
Uczył się w gimnazjum Idadi Mylyqi w Monastirze, a następnie w gimnazjum Zosimaia w Janinie, które ukończył w roku 1909. W czasie nauki w szkole współpracował z Bajo Topullim, który włączył go do ruchu narodowego. Działalność rozpoczął w klubie patriotycznym Shoqëria Shqiptare (Towarzystwo Albańskie). W tym czasie rozpoczął współpracę z czasopismami Zgjimi i Liria, w których publikował pierwsze swoje teksty. Równolegle prowadził w Janinie zajęcia szkolne dla dzieci albańskich.
W latach 1910–1911 był jednym z koordynatorów powstania antyosmańskiego w południowej Albanii. Aresztowany przez władze osmańskie w Durrësie, po opuszczeniu więzienia skierował się w okolice Kurveleshu, gdzie udało się zebrać oddziały powstańcze liczące ponad 800 bojowników. W lipcu 1912 Nivica został ponownie aresztowany i osadzony w więzieniu w Stambule. Zwolniony z więzienia, dzięki interwencji Ismaila Qemala, zaczął prowadzić lekcje języka albańskiego w stambulskim Robert College.
W latach 1914–1915 należał do grona wydawców gazety Populli (Lud) w Szkodrze. W listopadzie 1914 wspólnie z Mustafą Qullim podjął próbę zorganizowania kongresu narodowego w Szkodrze, ale z uwagi na działania wojenne planu tego nie udało się zrealizować. Od 1916 działał w szkoderskiej Komisji Literackiej, zajmującej się koordynacją działalności edukacyjnej i nauką języka albańskiego. W listopadzie 1918 rozpoczął działalność w Komitecie Obrony Narodowej Kosowa – organizacji powołanej do życia przez środowisko patriotów albańskich z Kosowa, którzy działali na terytorium Albanii. Wkrótce znalazł się we władzach tej organizacji i zajął się przygotowywaniem memorandów do mocarstw w sprawie Kosowa, postulując jego przyłączenie do państwa albańskiego. Kierowana przez niego gazeta Populli docierała do środowisk albańskich w Europie Zachodniej i w USA, stanowiąc jego z głównych pism opiniotwórczych albańskich środowisk narodowych. Szczególnie intensywny okres aktywności publicystycznej Nivicy poprzedzał zwołanie Konferencji Pokojowej w Paryżu.
10 stycznia 1920 został zastrzelony w Szkodrze przez serbofila Kolë Ashiku. Sprawca oddał dwa strzały z rewolweru. Za ten czyn został skazany na 2.5 roku więzienia.
Imię Nivicy nosi jedna z ulic w tirańskiej dzielnicy Ali Demi, a także ulice w Prisztinie, Szkodrze i w Durrësie.

## Pamięć o Nivicy
W 1961 Nivica otrzymał od władz komunistycznej Albanii pośmiertnie tytuł Nauczyciela Ludu (Mesuesi i Popullit). W 2011 jeden z jego krewnych Fatmir Çela odebrał z rąk prezydenta Bamira Topiego order Honor Narodu (alb. Nderi i Kombit)
Postać Sali Nivicy i jego śmierć pojawia się jako jeden z epizodów filmu Bojownik, zrealizowanego w 1984 (reż. Piro Milkani). W 2011 odsłonięto w Tepelenie pomnik Nivicy, dłuta Ilmi Kasemiego. Imię Nivicy noszą ulice w Tiranie, Durrësie, Szkodrze i w Prisztinie.